# Den beslöjade hyresgästen
Den beslöjade hyresgästen (engelska: The Adventure of the Veiled Lodger) är en av Sir Arthur Conan Doyles 56 noveller om detektiven Sherlock Holmes. Det är en av 12 noveller i novellsamlingen "The Case-Book of Sherlock Holmes". 